# Nerilla inopinata
Nerilla inopinata är en ringmaskart som beskrevs av Gray 1968. Nerilla inopinata ingår i släktet Nerilla och familjen Nerillidae. Inga underarter finns listade i Catalogue of Life.